# شفلراوية
الشفلراوية (الاسم العلمي: Schefflereae) هي قبيلة من النباتات تتبع الفصيلة الأرالية من رتبة الخيميات.

## أجناس الشفلراوية
- الشفلرية (الاسم العلمي:شفلرية)
- الجنسنغ السيبيري (الاسم العلمي:Eleutherococcus)
- الجنسنغ المتباين (الاسم العلمي:Heteropanax)
- الجنسنغ الكبير (الاسم العلمي:Macropanax)
- الجنسنغ الزائف (الاسم العلمي:جنسنغ زائف)
- الجنسنغ النبوتي (الاسم العلمي:Oplopanax)
- الجنسنغ الرباعي (الاسم العلمي:Tetrapanax)
- الجنسنغ الميريلي (الاسم العلمي:Merrilliopanax)
- الجنسنغ الشجري (الاسم العلمي:شجرة الجنسنغ)
- الجنسنغ الجبلي (الاسم العلمي:Oreopanax)
- الظَلِيْلَة أو مُتَعَدِدَةُ الظِلال (الاسم العلمي:Polyscias)
- العشقة (الاسم العلمي:عشقة)
- الترافيسية (الاسم العلمي:Trevesia)
- الفاتسية (الاسم العلمي:Fatsia)
- الغستونية (الاسم العلمي:Gastonia)
- الكوسونية (الاسم العلمي:Cussonia)
- الرينولدزية (الاسم العلمي:Reynoldsia)
- الميريتة (الاسم العلمي:Meryta)
- الغامبلية (الاسم العلمي:Gamblea)
- (الاسم العلمي:Arthrophyllum)
- (الاسم العلمي:Astrotricha)
- (الاسم العلمي:Cheirodendron)
- (الاسم العلمي:Tetraplasandra)
- (الاسم العلمي:Osmoxylon)